# Macronema bicolor
Macronema bicolor är en nattsländeart som beskrevs av Georg Ulmer 1905. Macronema bicolor ingår i släktet Macronema och familjen ryssjenattsländor. Inga underarter finns listade i Catalogue of Life.